# NGC 5002
NGC 5002 é uma galáxia espiral barrada (SBm) localizada na direcção da constelação de Canes Venatici. Possui uma declinação de +36° 38' 03" e uma ascensão recta de 13 horas, 10 minutos e 38,2 segundos.
A galáxia NGC 5002 foi descoberta em 27 de Abril de 1865 por Heinrich Louis d'Arrest.